# Тесонтепек-де-Альдама
Тесонтепек-де-Альдама (исп. Tezontepec de Aldama) — посёлок и административный центр одноимённого муниципалитета в мексиканском штате Идальго. Численность населения, по данным переписи 2010 года, составила 4 731 человек.

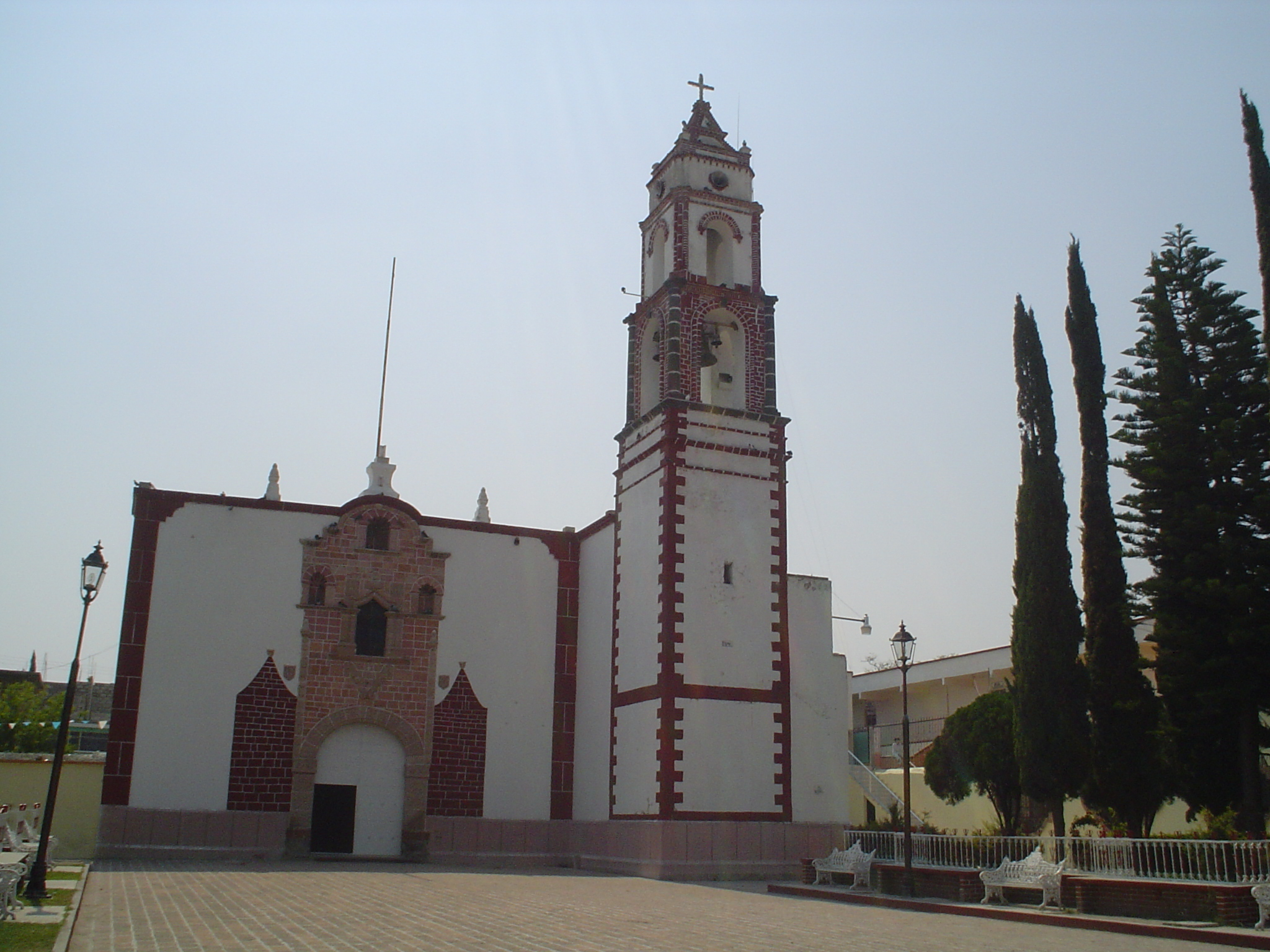
Городская церковь